# 中华人民共和国村民委员会组织法
《中华人民共和国村民委员会组织法》（常简称为《村民委员会组织法》）为规范中华人民共和国境内农村地区基层行政单位——村（行政村）及其组织村民委员会建设的基本法律。《村民委员会组织法》经历多次修改，第1次的版本为试行版本，于1987年11月24日第六届全国人民代表大会常务委员会第23次会议通过，自1988年6月1日起试行，这次版本共31条。第二次的版本于1998年11月4日第九届全国人民代表大会常务委员会第5次会议通过并施行现行版本，共计30条，同时宣布废止前一版本。第3次的版本由第十一届全国人民代表大会常务委员会第17次会议于2010年10月28日修订通过公布施行。第4次的版本由第十三届全国人民代表大会常务委员会第7次会议于2018年12月29日修订通过公布施行。

## 意义和主要内容
法案首次从法律角度确认了村民委员会性质和发挥的作用，即村民委员会性质是村民自我管理、自我教育、自我服务的基层群众性自治组织，强调其产生和管理方式是民主选举、民主决策、民主管理、民主监督。作用是管理本村公共事务和公益事业，调解民间纠纷，协助维护社会治安，向政府反映村民的意见、要求和提出建议；协助乡、民族乡、镇的人民政府开展工作。同时，理论上确定了上级政府对村民委员会的工作给予指导、支持和帮助，但是不得干预依法属于村民自治范围内的事项。

## 缺陷
现行的《村民委员会组织法》，由于是在《村民委员会组织法（试行）》的基础上于1998年11月4日完善后正式公布实施的，与《村民委员会组织法（试行）》相比，更全面、具体，符合中国农村的实际，具有明显的进步性。但随着农村经济社会的快速发展，形势已发生深刻的变化。有些条款在具体操作中，渐露出弊端和缺陷，难以适应新形势需要。主要问题，一是对行政村"两委"即村民委员会和（中共）村支部委员会关系规定不明确、具体。二是对村民委员会组成成员的素质要求不明确。三是民主进程加快的"海选"，一时与村民不相适应。四是罢免村民委员会成员程序过于复杂，不灵活、不便捷。
随着中国农村改革发展的不断深化和基层民主政治建设的推进，村民委员会组织法的部分内容，已不能完全适应村民自治实践的需要，有必要通过修改法律，保障村民自治的健康发展。对于《村委会组织法》进行修改的必要性，学术界、实务界的认识是一致的。但是，就宏观上来讲，对于《村委会组织法》如何修改，认识还不能说是完全统一的。具体如何修订，也存在着不同主张，甚至存在拟定《村民自治法》与修订《村民委员会组织法》的选择。

### 引用
1. ↑  中国选举与治理网[永久]转载自《正义网》，《<村民委员会组织法>缺陷浅析》，作者：林昭泉；发布时间：2005年9月17日
2. ↑  中国选举与治理网 Archive.today的存檔，存档日期2008-01-02，发布时间：2006年7月17日 ，《<村民委员会组织法>修订若干问题探讨》，作者：张景峰